# III SS-Panzerkorps (germanisches)
Il III SS-Panzerkorps (germanisches) fu un Corpo d'armata corazzato delle Waffen SS che operò in modo significativo sul Fronte orientale.

## Comandanti
| Grado                | Nome                      | Inizio           | Fine              |
| SS-Obergruppenführer | Felix Steiner             | 1º maggio 1943   | 30 ottobre 1944   |
| SS-Obergruppenführer | Georg Keppler             | 30 ottobre 1944  | 4 febbraio 1945   |
| SS-Obergruppenführer | Matthias Kleinheisterkamp | 4 febbraio 1945  | 11 febbraio 1945) |
| Generalleutnant      | Martin Unrein             | 11 febbraio 1945 | 5 marzo 1945      |
| SS-Obergruppenführer | Felix Steiner             | 5 marzo 1945     | 8 maggio 1945     |

## Ordine di battaglia

### 15 giugno - Fronte della Narva
| Nome dei reparti                                        |
| Korps Stab                                              |
| Schwere SS-Panzer-Abteilung 503 (SS Nr.103)             |
| 11. SS Freiwilligen-Panzergrenadier-Division "Nordland" |
| 20. Waffen-Grenadier-Division der SS (1^ Estland)       |
| 4. SS-Freiwilligen-Panzergrenadier Brigade Netherlands  |
| SS-Werfer-Abteilung 103 / 503                           |
| Schwere SS-Artillerie-Abteilung 503                     |
| SS-Korps-Nachrichten-Abteilung 3                        |
| Schwere Beobachtungs Batterie 103 / 503                 |
| SS-Nachschubtruppen 503                                 |
| SS-Sanitäts-Abteilung 503                               |
| Feldgendarmerie-Trupp 103 / 503                         |
| SS-Feldpostamt 503                                      |
| SS-Feld-Ersatz-Brigade 103                              |

### 16 settembre 1944
| Nome dei reparti                                                                |
| Korps Stab                                                                      |
| 103 SS Heavy Panzer Battalion                                                   |
| 11. SS Freiwilligen-Panzergrenadier-Division "Nordland"                         |
| 20. Waffen-Grenadier-Division der SS (1^ Estland)                               |
| 23. SS-Freiwilligen-Panzergrenadier-Division "Nederland"                        |
| 27. SS-Freiwilligen-Grenadier-Division "Langemarck"                             |
| 28. SS-Freiwilligen-Grenadier-Division der SS "Wallonien" (Solo un kampfgruppe) |
| 11. Infantry Division                                                           |
| 300. Infantry Division                                                          |
| SS-Werfer-Abteilung 103 / 503                                                   |
| Schwere SS-Artillerie-Abteilung 503                                             |
| SS-Korps-Nachrichten-Abteilung 3                                                |
| Schwere Beobachtungs Batterie 103 / 503                                         |
| SS-Nachschubtruppen 503                                                         |
| SS-Sanitäts-Abteilung 503                                                       |
| Feldgendarmerie-Trupp 103 / 503                                                 |
| SS-Feldpostamt 503                                                              |
| SS-Feld-Ersatz-Brigade 103                                                      |

## Fonti
- Lexikon der Wehrmacht, su II Corpo Panzer SS. URL consultato il 3 de Maio.
- Ewald Klapdor - Die Entscheidung. Invasion 1944
- George M. Nipe Jr. - Decision In the Ukraine, Summer 1943: II. SS and III. Panzerkorps
- George Nipe - Last Victory in Russia: The SS-Panzerkorps and Manstein's Kharkov Counteroffensive February-March 1943
- Gregory L. Mattson - SS-Das Reich A História da Segunda Divisão SS 1941-1945
- HIAG - Befehl des Gewissens
- Marc J. Rikmenspoel - Waffen-SS Encyclopedia
- Michael Reynolds - Sons of the Reich: II SS Panzer Corps - Normandy, Arnhem, Ardennes, Eastern Front
- Reynolds, Michael - Sons of the Reich: The History of II SS Panzer Corps
- Roger James Bender & Hugh Page Taylor - Uniforms, Organization and History of the Waffen-SS, vol 2
- Rolf Stoves: Die gepanzerten und motorisierten deutschen Großverbände 1935-1945, Nebel-Verlag 2003. ISBN 3-89555-102-3
- Samuel W. Mitcham Jr - The Panzer Legions: A guide to the German Army Tank Divisions of WWII and Their Commanders
- Sylvester Stadler - Offensive Gegen Kursk
- Tieke, Wilhelm - In the Firestorm of the Last Years of the War, II. SS-Panzerkorps with the 9. and 10. SS-Divisions Hohenstaufen and Frundsberg
- Wilhelm Tieke - Im Feuersturm letzter Kriegsjahre